# Artur da Silva Bernardes

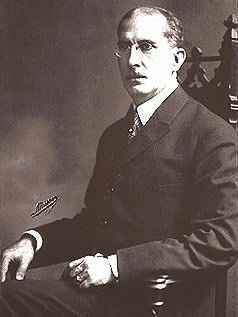
Präsident Artur Bernardes

Artur da Silva Bernardes (* 8. August 1875 in Viçosa, Minas Gerais; † 23. März 1955 in Rio de Janeiro) war ein brasilianischer Rechtsanwalt und Politiker im frühen zwanzigsten Jahrhundert. Er war der zwölfte Präsident von Minas Gerais von 1918 bis 1922 und der zwölfte Präsident Brasiliens vom 15. November 1922 bis 15. November 1926.
Seine Regierungszeit war von der Gefahr eines Militärputsches geprägt. So fiel seine Amtszeit in die Zeit der Krise der Ersten Republik und der fast ununterbrochenen Geltung des Belagerungszustandes. In seiner langen politischen Laufbahn von 1905 bis zu seinem Tod war er von 1918 bis 1922 bis zu ihrem Aussterben der wichtigste Führer der Republikanischen Partei von Minas Gerais (Partido Republicano Mineiro – PRM) und Gründer und Führer der Republikanischen Partei (Partido Republicano – PR). Seine Ideologie, der „Bernardismus“ („bernardismo“), wurde durch die rote Nelke gekennzeichnet.
Als Präsident (Gouverneur) von Minas Gerais gründete er die heutige Bundesuniversität von Viçosa und verhinderte, dass der amerikanische Investor Percival Farquhar die Eisenerzvorkommen von Itabira ausbeutete, wobei er sein Image als Nationalist und Kommunalist pflegte. Als „café com leite“-Kandidat bei den Präsidentschaftswahlen 1922 war er das Ziel gefälschter Briefe und eines versuchten Staatsstreichs, um seine Amtseinführung zu verhindern, dem Aufstand der 18 des Forts (Revolta dos 18 do Forte de Copacabana). Seine Regierung war in den Städten, vor allem in Rio de Janeiro, unbeliebt, und ab Juli 1924 wurde er von Verschwörungen und bewaffneten Aufständen von Militärleuten angegriffen.
In zwei Bundesstaaten, die sich seiner Kandidatur widersetzten, Rio de Janeiro und Bahia, wurden die dominierenden Parteien auf Druck der Bundesregierung gestürzt. In einem weiteren Bundesstaat, Rio Grande do Sul, kam es 1923 zu einer Revolution, bei der die Bundesregierung den Frieden vermittelte. Die Ablehnung jeglicher Amnestie und der Einsatz der politischen Polizei (4. Hilfspolizeistation), die Zensur der Presse und die Unterdrückung militanter Arbeiter, insbesondere der Anarchisten, sind Beispiele für die unnachgiebige Haltung der Regierung gegenüber der Opposition. Bei der Bombardierung von São Paulo und der Strafkolonie Clevelândia starben Hunderte von Soldaten und Zivilisten.
Die Regierung verabschiedete auch einige Arbeitsgesetze, verfolgte eine Wirtschaftspolitik der Sparsamkeit und der Geldverknappung, bekämpfte die Inflation und die Abwertung der Währung, zog Brasilien aus dem Völkerbund zurück, führte eine zentralisierende Verfassungsreform durch, die einzige in der Verfassung von 1891, und näherte den Staat an die katholische Kirche an. Außerhalb des Präsidentenamtes nahm er an den Revolutionen von 1930 und 1932 teil und sorgte dafür, dass die PRM in Minas Gerais zu einer Minderheitenfraktion wurde. In seinen letzten Lebensjahren nahm er an der Ölkampagne teil. Er war ein strenger und zurückhaltender Mann, der von seinen Anhängern vergöttert und von seinen Feinden gehasst wurde.